# Gholamreza Mesri
Gholamreza Mesri es un profesor e investigador de ingeniería geotécnica. Actualmente imparte conferencias en la universidad de Illinois en Urbana-Champaign.
Mesri emigró desde Irán a Estados Unidos en 1960 para estudiar a la Universidad de Illinois en Urbana–Champaign donde obtuvo su licenciatura (1965), maestría (1966) y Doctorado (1969). Sus áreas de conocimiento incluyen consolidación y métodos de construcción.[cita requerida]. 
Ha trabajado extensamente en la Ciudad de México, teniendo como principales referentes la renivelación de la Catedral metropolitana de la Ciudad de México y el Nuevo Aeropuerto Internacional de la Ciudad de México. También ha investigado las causas del asentamiento del Aeropuerto Internacional de Kansai

## Libros
- Terzaghi, K., Peck, R. B. Y Mesri, G., Mecánica de Suelos Ingeniería Práctica, 3.º Ed. Wiley-Interscience (1996) ISBN 0-471-08658-4 .